# Ak-Durug
Ak-Durug (ros. Ак-Дуруг) – wieś w Rosji, w Tuwie, w kożuunie czaa-cholskim. W 2010 liczyła 1408 mieszkańców.